# Ingela Thalén
Ingela Anita Thalén (ur. 1 października 1943 w Göteborgu) – szwedzka polityk i samorządowiec, posłanka do Riksdagu, minister w rządach Ingvara Carlssona i Görana Perssona.

## Życiorys
Pracowała m.in. w przedsiębiorstwie Tornborg & Lundberg. Zaangażowała się w działalność polityczną w ramach Szwedzkiej Socjaldemokratycznej Partii Robotniczej i jej organizacji młodzieżowej SSU, pełniąc różne funkcje w strukturach socjaldemokratów. Była radną gminy Järfälla, w latach 1983–1987 pełniła funkcję burmistrza (jako przewodnicząca rady tej gminy).
Między 1988 a 2004 sprawowała mandat deputowanej do Riksdagu. Pełniła funkcję ministra pracy (1987–1990), ministra zdrowia i spraw społecznych (1990–1991, 1994–1996) oraz ministra bez teki (1999–2002). Od 1996 do 1999 była sekretarzem Szwedzkiej Socjaldemokratycznej Partii Robotniczej.
Była później przewodniczącą działającej na rzecz praw dzieci organizacji BRIS. W 2013 została audytorem finansowym gminy Värmdö. Kierowała również Svenska Folkdansringen, organizacją kulturalną działającą na rzecz folkloru; była jej przewodniczącą do 2016.